# Helicina rhodostoma
Espèce
Synonymes
- Helicina goldfussi Boettger, 1887[2],[3]
- Helicina rhodostoma inermis A. J. Wagner, 1910[4],[3]

Helicina rhodostoma est une espèce de petit escargot terrestre à opercule de la Dominique. Il appartient à la famille des Helicinidae.

## Description de la coquille
Robert John Lechmere Guppy (1868) a noté que cette espèce ne se trouve pas au-dessus de 1000 m d'altitude.
Trois noms ont été utilisés pour cette espèce, mais le matériel de Robinson et al. (2009) montre que ses formes s'intergradent, illustrant la variabilité de l'espèce. En général, les populations de plus hautes altitudes ont une pointe columellaire plus prononcée et sont plus susceptibles d'avoir une ouverture rouge à orange rougeâtre, comme on le voit dans les formes typiques. Les populations des zones côtières plus sèches ont tendance à ne pas avoir de pointe columellaire et leur ouverture peut être blanche ou jaune.
Les spécimens juvéniles de cette espèce ont souvent un périostracum velu, qui s'use progressivement à mesure que l'escargot atteint sa maturité sexuelle.

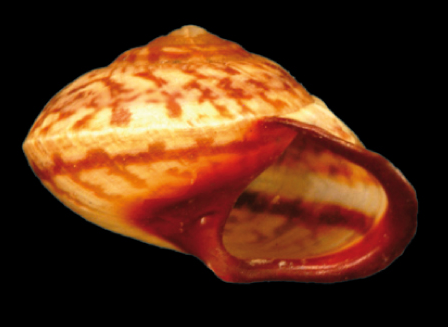
Une coquille d’H. rhodostoma. Sa hauteur est de 6,90 mm.
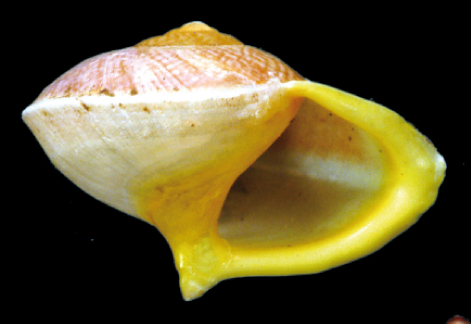
Une autre coquille d’H. rhodostoma. Sa hauteur est de 9,24 mm. Cette coquille montre la pointe columellaire.

## Distribution
Helicina rhodostoma est endémique de l'île antillaise de la Dominique.
Bien que l'espèce ait été à l'origine décrite à tort comme guadeloupéenne — erreur qui s'est perpétuée dans les rapports ultérieurs sur cette île — elle est sans doute possible endémique de la Dominicain. Elle n'a pas été retrouvée lors des prospections ultérieures à la Guadeloupe et à Marie-Galante. Le fait qu'il n'existe non plus aucun matériel muséal étiqueté « Guadeloupe », pas même au Muséum national d'histoire naturelle de Paris, indique que l'espèce n'a jamais été collectée sur cette île.
La synonymie de Helicina goldfussi et Helicina rhodostoma inermis est confirmée par des études morphométriques et anatomiques.

## Écologie
Helicina rhodostoma vit sur les arbres, sur les fougères et aussi entre les rochers et le gravier.